# Ectemnius fossorius
Ectemnius fossorius ist eine Grabwespe aus der Familie der Crabronidae. Sie ist eine der größten Grabwespen Mitteleuropas.

## Merkmale
Die weiblichen Grabwespen erreichen eine Körperlänge von 17 bis 21 Millimetern, die Männchen sind geringfügig kleiner. Die Färbung von Ectemnius fossorius kann variieren und die Grabwespen können deshalb mit einigen sehr ähnlichen verwandten Arten der Gattung Ectemnius verwechselt werden. Die Grabwespen sind überwiegend schwarz gefärbt. Am Vorderrand des Thorax befinden sich zwei gelbe Flecke. Der Hinterleib weist gelbe Querstreifen auf, die auch unterbrochen sein können. Die Flügel sind bräunlich gefärbt. Die Art weist einen Geschlechtsdimorphismus auf. Für die Weibchen gilt: Der Scapus ist gelb gefärbt. Das dritte Fühlerglied ist dreimal so lang wie breit. Der Clypeus ist silberfarben. Die Mandibeln sind zum Teil gelb gefärbt. Die vorderen Femora sind überwiegend schwarz gefärbt mit einem kleinen gelben Fleck auf der Unterseite nahe dem apikalen Ende. Die mittleren und hinteren Femora sind überwiegend gelb gefärbt. Die Tibien und die basalen Tarsenglieder sind gelb. Für die Männchen gilt: Das vierte, fünfte und sechste Fühlerglied ist deformiert und rötlich gefärbt. Die Beine und der Scapus sind im Gegensatz zum Weibchen verdunkelt. 

## Vorkommen
Ectemnius fossorius ist in Europa weit verbreitet. Ihr Vorkommen reicht von Fennoskandinavien im Norden bis in den Mittelmeerraum im Süden. Die Art fehlt offenbar auf den Britischen Inseln.

## Lebensweise
Die Lebensweise von Ectemnius fossorius ist vergleichbar mit der anderer Arten der Gattung Ectemnius. Die Weibchen legen in Weichholz ihre Nisthöhlen an und bevorraten diese mit erbeuteten Fliegen.

## Galerie

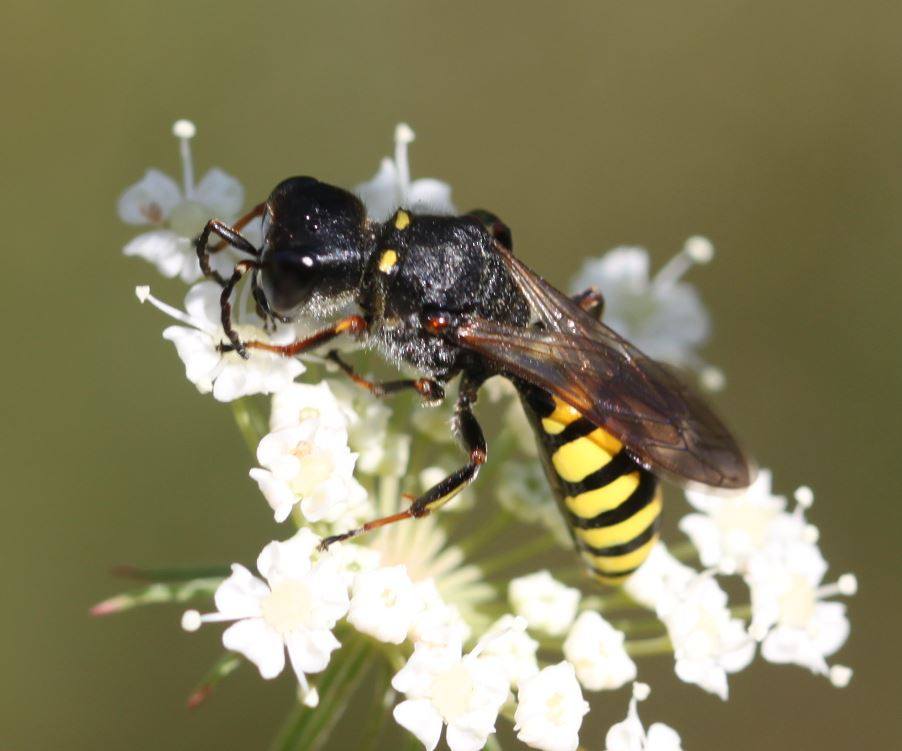
Ectemnius cf. fossorius, Männchen
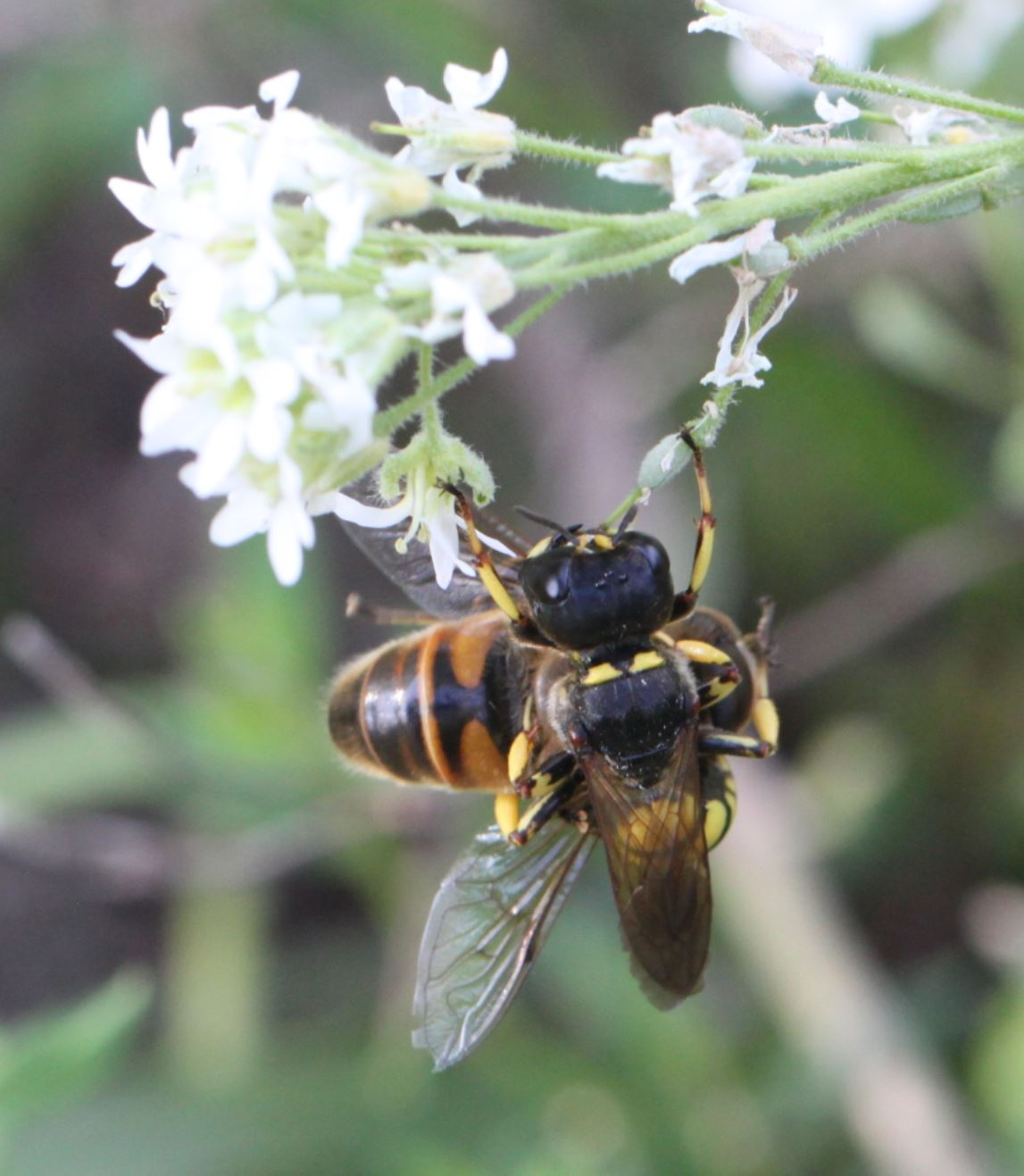
Weibchen, Blick auf Thorax und Kopf
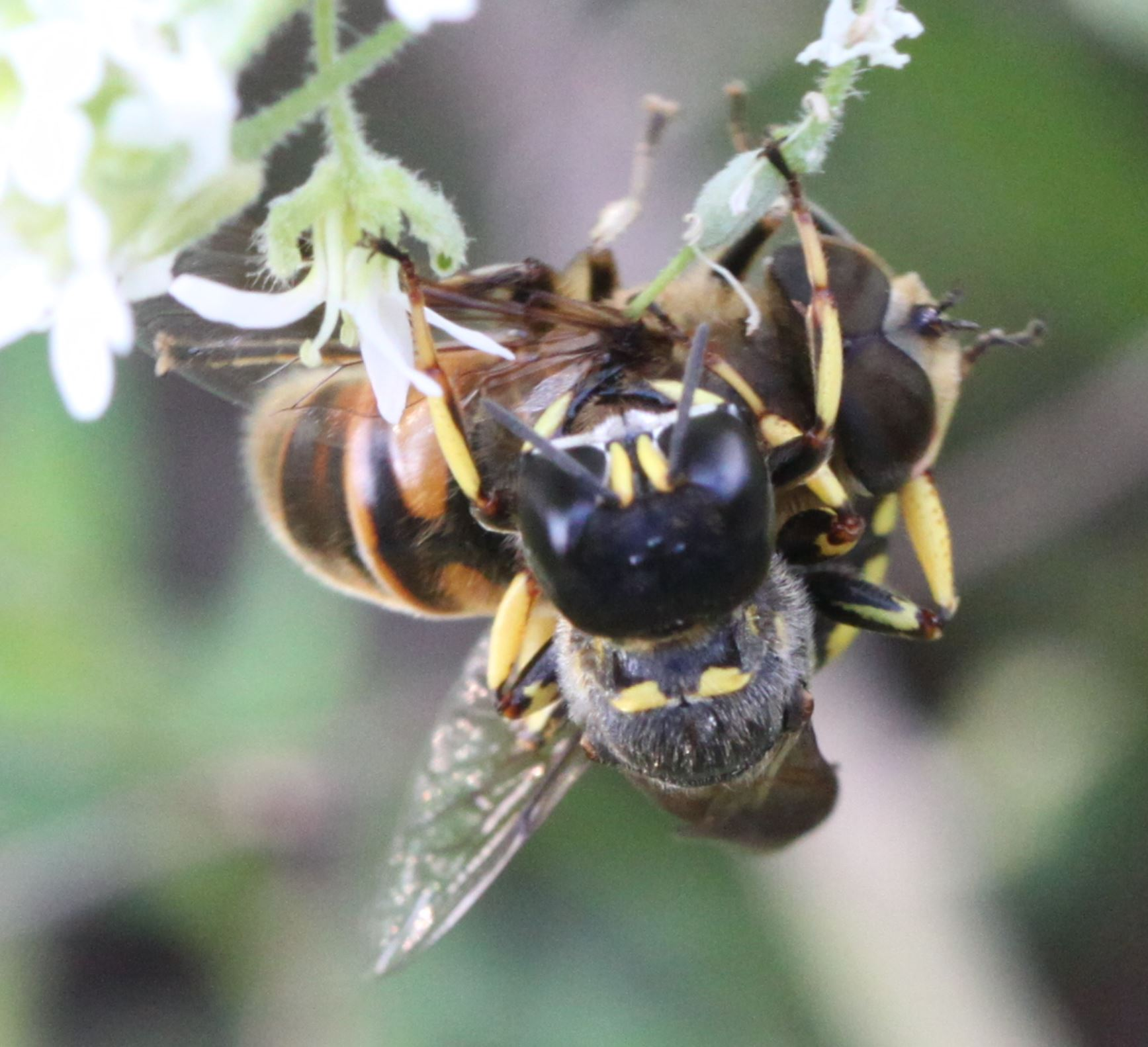
Weibchen, Frontansicht